# Diocesi di Regiana
La diocesi di Regiana (in latino: Dioecesis Regianensis) è una sede soppressa e sede titolare della Chiesa cattolica.

## Storia
Regiana, forse identificabile con Henchir-Tacoucht nell'odierna Algeria, è un'antica sede episcopale della provincia romana di Numidia.
Unico vescovo conosciuto di questa diocesi africana è Fortunio, il cui nome appare al 91º posto nella lista dei vescovi della Numidia convocati a Cartagine dal re vandalo Unerico nel 484; Fortunio era già deceduto in occasione della redazione di questa lista.
A questa sede, Morcelli aggiunge, con il beneficio del dubbio, anche il vescovo Paolino, menzionato in due lettere di Gregorio Magno del 602; tuttavia, la maggior parte degli autori attribuisce questo vescovo alla diocesi di Tigisi di Numidia.
Dal 1933 Regiana è annoverata tra le sedi vescovili titolari della Chiesa cattolica; dal 2 luglio 2022 il vescovo titolare è Álvaro Chordi Miranda, vescovo ausiliare di Santiago del Cile.

## Cronotassi

### Vescovi residenti
- Fortunio † (menzionato nel 484)
- Paolino ? † (menzionato nel 602 circa)

### Vescovi titolari
- Beato Titu Liviu Chinezu † (1949 - 15 gennaio 1955 deceduto)
- Andreas Peter Cornelius Sol, M.S.C. † (10 dicembre 1963 - 15 gennaio 1965 succeduto vescovo di Amboina)
- Antonio Montero Moreno † (4 aprile 1969 - 3 maggio 1980 nominato vescovo di Badajoz)
- José Vicente Henríquez Andueza, S.D.B. † (26 giugno 1980 - 24 giugno 1987 nominato vescovo di Maracay)
- Adam Lepa † (4 dicembre 1987 - 27 aprile 2022 deceduto)
- Álvaro Chordi Miranda, dal 2 luglio 2022